# Ahmed Sékou Touré
Ahmed Sékou Touré, ở Việt Nam quen gọi là Xê-cu Tu-rê hay Sheku Turay hoặc Ture (9 tháng 1 năm 1922 – 26 tháng 3 năm 1984) là một lãnh đạo chính trị người Ghi-nê và là một chính khách châu Phi, người trở thành Tổng thống Ghi-nê đầu tiên trong lịch sử, tại nhiệm từ năm 1958 cho đến khi ông qua đời năm 1984. Tu-rê là một trong những người theo chủ nghĩa dân tộc Guinée thuở sơ khai có tham gia vào công cuộc đấu tranh giành độc lập cho đất nước từ tay Pháp.